# Rene Belcassia da Silva Sousa
Rene Belcassia da Silva Sousa (Natal, 12 de maio de 1989) é uma halterofilista paralímpica brasileira.

## Biografia e carreira
Belcassia é natural de Natal, Rio Grande do Norte. Logo após seu nascimento, ela tomou uma injeção errada no pé direito que acabou comprometendo os seus movimentos posteriormente. Iniciou no halterofilismo em 2008.
Em maio de 2017, Belcassia participou da Copa do Mundo de Halterofilismo em Eger, na Hungria, na categoria até 55kg. A atleta levantou 79kg e conquistou a medalha de bronze, mas não atingiu o MQS (Índice Mínimo Qualificatório) de 80kg. Em junho do mesmo anos, no Circuito Loterias Caixa, realizado no Centro de Treinamento Paralímpico Brasileiro, em São Paulo, ela levantou 85kg na barra, faturou a medalha de ouro e ainda estabeleceu novo recorde brasileiro da sua categoria. Em dezembro, representou o Brasil no Mundial de Halterofilismo na Cidade do México, levantou 80kg na primeira tentativa, porém falhou nas duas seguintes e terminou na 12.ª colocação.
Em dezembro de 2018, no Campeonato Regional das Américas de Halterofilismo, em Bogotá, na Colômbia, Belcassia foi medalhista de bronze continental até 55kg ao levantar 82kg. Nos Jogos Parapan-Americanos de Lima 2019, ela foi medalhista de bronze na categoria até 55kg feminina.

## Principais conquistas
- Copa do Mundo de Halterofilismo de 2017: categoria até 55kg – bronze[2]
- Campeonato Regional das Américas de 2018: categoria até 55kg – bronze[5]
- Jogos Parapan-Americanos de 2019: -55kg feminina – bronze[6][7]